# الدعاء يأتي على الألسنة
الدعاة يأتي على الألسنة (الأردية: لب پہ آتی ہے دعا أو الأردية: بچّے کی دعا)، هو دعاء أو صلاة، مكتوبة بالشعر الأردي ألفها محمد إقبال في عام 1902 م. يُتلى الدعاء في اجتماعات المدارس الصباحية بشكل شبه كلي في باكستان، وفي المدارس المتوسطة الأردية في الهند أيضًا.
تم غناء الأغنية منذ فترة طويلة في مدرسة دون الخاصة في دهرادون بالهند، في طقوس اجتماع صباحي علماني. تلاها إمام مسجد جامع في دلهي، محب الله نادوي، عندما كان صبيًا في مدرسة ابتدائية متوسطة اللغة الإنجليزية في الهند في أربعينيات القرن العشرين. وحتى في وقت سابق، تم بث الصلاة في إذاعة عموم الهند، في لكناو، بعد بضعة أشهر من وفاة إقبال في عام 1938م. كما رددت فرقة موسيقى بلوغراس الأمريكية النسائية ديلا ماي الدعاء وغنته، حيث قامت بجولة في إسلام أباد ولاهور في باكستان في عام 2012 م.
في تشرين الأول 2019 م، أوقفت سلطات التعليم بالمنطقة مدير مدرسة ابتدائية تديرها الحكومة في بيليبيت، في أوتار براديش بالهند، بعد شكاوى من منظمتين قوميتين هندوسيتين (فيشوا هندو باريشاد وباجرانج دال) بأن الأغنية، التي تم إلقاؤها في اجتماع المدرسة الصباحي، كانت [ك‍] "صلاة المدرسة الإسلامية". أعيد مدير المدرسة علي إلى منصبه لاحقًا ولكن نُقل إلى مدرسة أخرى نائية وبعيدة عن وطنه.

## الكلمات
| الأردية                                                                 | الترجمة العربية                                                                    |
| ----------------------------------------------------------------------- | ---------------------------------------------------------------------------------- |
| لَب پِہ آتی ہَے دُعا بَن کے تَمَنّا مِری زِنْدَگی شَمْع کی صُورَت ہو خُدايا مِری          | يأتي شوقي إلى شفتي كدعاء مني يا رب الله! ليت حياتي تكون كالشمعة المضيئة.           |
| دُور دُنِيا کا مِرے دَم سے اَنْدھيرا ہو جائے ہَر جَگَہ مِرے چَمَکنے سے اُجالا ہو جائے | ليختفي ظلام هذا العالم من خلال حياتي هذه أتمنى أن ينير كل مكان بنور عيني المتلألئة |
| ہو مِرے دَم سے يُوں ہی مِرے وَطَن کی زِينَت جِس طَرَح پُھول سے ہُوتی ہَے چَمَن کی زِينَت  | فليبلغ وطني من خلالي الرقي كما أن الحديقة تصل إلى الأناقة من خلال الزهور           |
| زِنْدَگی ہو مِری پَرْوانے کی صُورَت، يا رَب عِلْم کی شَمْع سے ہو مُجھ کو مُحَبَّت، يا رب  | لتكن حياتي مثل حياة العثة يا ربي الله فليكن حبي لمنارة المعرفة يا ربي الله         |
| ہو مِرا کام غَرِيبوں کی حِمايَت کَرنا دَرْدْ مَنْدوں سے ضَعِيفوں سے مُحَبَّت کَرنا        | أتمنى أن تكون حياتي لدعم المحتاجين و أن نحب المسنين و الحزانى                      |
| مِرے اللہ! بُرائی سے بَچانا مُجھ کو نيک جو راہ ہو، اُس رَہ پِہ چَلانا مُجھ کو    | يا إلهي! احمِني من طرق الشر رافقني عبر الطريق الذي يؤدي إلى الفضيلة                 |